# انور آیت الحاج
انور آیت الحاج (انگلیسی: Anouar Ait El Hadj؛ زادهٔ ۲۰ آوریل ۲۰۰۲) بازیکن فوتبال اهل بلژیک است.
از باشگاه‌هایی که در آن بازی کرده‌است می‌توان به باشگاه فوتبال اندرلشت اشاره کرد.
وی همچنین در تیم‌های ملی فوتبال زیر ۱۷ سال بلژیک، زیر ۱۷ سال بلژیک، زیر ۱۸ سال بلژیک، و زیر ۲۱ سال بلژیک بازی کرده‌است.